# (6200) Hachinohe
(6200) Hachinohe es un asteroide perteneciente al cinturón de asteroides, región del sistema solar que se encuentra entre las órbitas de Marte y Júpiter, descubierto el 16 de abril de 1993 por Kin Endate y el también astrónomo Kazuro Watanabe desde el Observatorio de Kitami, Hokkaidō, Japón.

## Designación y nombre
Designado provisionalmente como 1993 HL. Fue nombrado Hachinohe en homenaje al astrónomo aficionado Akio Hachinohe, quien ha contribuido mucho a la astronomía aficionada en Hokkaido. También practica de manera habitual deportes como el ala delta y subir en globo aerostático.

## Características orbitales
Hachinohe está situado a una distancia media del Sol de 2,250 ua, pudiendo alejarse hasta 2,688 ua y acercarse hasta 1,812 ua. Su excentricidad es 0,194 y la inclinación orbital 8,624 grados. Emplea 1233,38 días en completar una órbita alrededor del Sol.

## Características físicas
La magnitud absoluta de Hachinohe es 13,4. Tiene 4,622 km de diámetro y su albedo se estima en 0,312. 